# Petrodòlar
El petrodòlar és un dòlar EUA obtingut a través de la venda de petroli per part d'un país exportador a un altre.

## Context
Des del 1945 la força del dòlar ha residit en ser la divisa internacional per a les transaccions petrolieres globals. Llavors, Estats Units d'Amèrica ha anat imprimint centenars de bilions d'aquests "petrodòlars" que usaven les nacions per comprar petroli i energia a països productors (com els que formen l'OPEP). Aquests estats venien el producte a altres nacions a canvi de dòlars, que eren reciclats cap als Estats Units a través de productes econòmics com bons, obligacions i deute en general.

## Terme petrodòlar
Com a conseqüència d'aquest fenomen, Ibrahim Oweiss, professor d'economia de la universitat de Georgetown l'any 1973 va encunyar el terme "petrodòlar".
Aquests "petrodòlars" han actuat favorablement a l'economia dels països de l'OPEP, deixant-los en una posició d'avantatge. Fruit d'aquesta, alguns països han creat els fons sobirans, que han permès paradoxalment ajudar a empreses amb dificultats davant d'una situació econòmica complicada.
La recent pujada del preu del barril de Brent que ha experimentat durant el primer semestre del 2008, arribant a preus de fins a 146 dòlars ha donat més petrodòlars a aquests països exportadors de cru.